# 真野五郎
真野 五郎（まの ごろう、1890年（明治23年）10月2日 - 1956年（昭和31）12月7日）は、大日本帝国陸軍軍人。最終階級は陸軍中将。功四級

## 経歴
1890年（明治23年）に兵庫県で生まれた。陸軍士官学校第24期、陸軍大学校第35期卒業。1936年（昭和11年）8月1日に陸軍歩兵大佐進級と同時に豊橋陸軍教導学校附となり、1937年（昭和12年）8月に第1軍兵站参謀長に就任し、日中戦争に出動。1938年（昭和13年）3月に歩兵第77連隊長（第1軍・第20師団・歩兵第39旅団）に転じた。
1939年（昭和14年）3月9日に陸軍少将に進級し、第36師団兵站司令官に着任。1940年（昭和15年）3月に留守第3師団司令部附となり、1941年（昭和16年）10月に独立混成第2旅団長（駐蒙軍）に就任し、張家口に駐屯した。1942年（昭和17年）11月18日に第65旅団長（第8方面軍・第18軍）に転じ、激戦のニューギニア戦線に出征し、12月1日に陸軍中将に進級した。1943年（昭和18年）6月14日には戦死した阿部平輔中将の後任として、第41師団長（第18軍）に親補され、苦戦を続ける中ニューギニアで終戦を迎えた。
1947年（昭和22年）11月28日、公職追放仮指定を受けた。